# Colobostema turkestanicum
Colobostema turkestanicum är en tvåvingeart som beskrevs av Nina Krivosheina 2000. Colobostema turkestanicum ingår i släktet Colobostema och familjen dyngmyggor.
Artens utbredningsområde är Kazakstan. Inga underarter finns listade i Catalogue of Life.